# Гунтарс Крастс
Гунтарс Крастс (лат. Guntars Krasts; нар. 16 жовтня 1957, Рига, Латвійська РСР, СРСР) — латвійський політик, п'ятий прем'єр-міністр Латвії.
Був міністром економіки Латвії в 1995-1997 роках, депутатом Європарламенту в 2004-2009 роках.
1998 та 2002 року обирався депутатом Сейму.